# Крумин, Владимир Федотович
Владимир Федотович Крумин (10 апреля 1924 — 11 ноября 1988) — советский художник-мультипликатор и художник-постановщик.
Родители из Москвы, работали в МПС.
Отец — Федот Петрович Крумин, работал помощником машиниста, умер в 1942 году от болезни лёгких.
Мать — Анастасия Семёновна, работала телефонисткой.
Пришёл на "Союзмультфильм" сразу после войны. Специального образования не имел, был самоучкой. У Владимира Федотовича две дочери, одна из них работала в мультипликации на студии "Экран".

## Фильмография

### Художник-постановщик
1. 1975 — Среди хлебов спелых
2. 1976 — Волшебная камера
3. 1977 — Вот так новоселье

### Художник-мультипликатор
1. 1954 — Мойдодыр
2. 1955 — Заколдованный мальчик
3. 1955 — Мишка-задира
4. 1955 — Ореховый прутик
5. 1955 — Петушок — золотой гребешок
6. 1955 — Стёпа-моряк
7. 1956 — Аист
8. 1956 — В яранге горит огонь
9. 1956 — Двенадцать месяцев
10. 1956 — Девочка в джунглях
11. 1956 — Миллион в мешке
12. 1956 — Шакалёнок и верблюд
13. 1957 — В некотором царстве…
14. 1957 — Верлиока
15. 1957 — Снежная королева
16. 1957 — Храбрый оленёнок
17. 1958 — Золотые колосья
18. 1958 — Первая скрипка
19. 1958 — Сказка о Мальчише-Кибальчише
20. 1958 — Сказ о Чапаеве
21. 1958 — Тайна далёкого острова
22. 1959 — Приключения Буратино
23. 1959 — Янтарный замок
24. 1960 —  «Железные друзья»
25. 1960 — Золотое пёрышко
26. 1960 — Лиса, бобёр и другие
27. 1960 — Мультипликационный Крокодил № 2
28. 1961 — Дракон
29. 1961 — Дорогая копейка
30. 1961 — Чиполлино
31. 1962 — Зелёный змий
32. 1962 — Мир дому твоему
33. 1962 — Случай с художником
34. 1962 — Чудесный сад
35. 1963 — Африканская сказка
36. 1963 — Баранкин, будь человеком!
37. 1963 — Вот так тигр!
38. 1963 — Дочь солнца
39. 1963 — Снежные дорожки
40. 1964 — Кот-рыболов
41. 1964 — Петух и краски
42. 1964 — Ситцевая улица
43. 1964 — Следы на асфальте
44. 1965 — Горячий камень
45. 1965 — Картина
46. 1965 — Лягушка-путешественница
47. 1965 — Наргис
48. 1965 — Пастушка и трубочист
49. 1965 — Портрет
50. 1965 — Рикки-Тикки-Тави
51. 1966 — Иван Иваныч заболел...
52. 1966 — Светлячок № 7
53. 1966 — Хвосты
54. 1967 — Маугли. Ракша
55. 1967 — Межа
56. 1967 — Паровозик из Ромашкова
57. 1967 — Пророки и уроки
58. 1967 — Сказка о золотом петушке
59. 1968 — Кот в сапогах
60. 1968 — Кот, который гулял сам по себе
61. 1968 — Маугли. Похищение
62. 1968 — Случилось это зимой
63. 1968 — Храбрый воробей
64. 1969 — Лиса, медведь и мотоцикл с коляской
65. 1969 — Мы ищем кляксу
66. 1969 — Ну, погоди! (выпуск 1)
67. 1969 — Снегурка
68. 1969 — Украденный месяц
69. 1969 — Это дело не моё (по заказу ГУПО)[1]
70. 1970 — Лесная хроника
71. 1971 — Алло! Вас слышу!
72. 1971 — Приключения красных галстуков
73. 1972 — В гостях у лета
74. 1972 — Коля, Оля и Архимед
75. 1972 — Ну, погоди! (выпуск 5)
76. 1972 — Приключения Мюнхаузена. Между крокодилом и львом
77. 1972 — Пьяные вишни
78. 1972 — Это в наших силах
79. 1973 — Здоровье начинается дома
80. 1973 — Первые встречи
81. 1973 — По следам бременских музыкантов
82. 1973 — Приключения Мюнхаузена. Меткий выстрел
83. 1974 — Футбольные звёзды
84. 1975 — Конёк-Горбунок
85. 1976 — Муха-Цокотуха
86. 1976 — Ну, погоди! (выпуск 10)
87. 1976 — Стадион шиворот-навыворот
88. 1976 — Волшебная камера
89. 1977 — Вот так новоселье
90. 1977 — Весёлая карусель № 9
91. 1977 — Жихарка
92. 1977 — Ну, погоди! (выпуск 11)
93. 1978 — Алим и его ослик
94. 1978 — Барс лесных дорог
95. 1978 — Кто побудет с детьми?
96. 1978 — Маша больше не лентяйка
97. 1978 — Подарок для самого слабого
98. 1978 — Приключения Хомы
99. 1978 — Талант и поклонники
100. 1979 — Баба-Яга против! Выпуск № 1
101. 1979 — Кто получит приз?
102. 1979 — Огневушка-поскакушка
103. 1979 — Пациент с бутылкой
104. 1979 — Приезжайте в гости
105. 1980 — Баба-Яга против! Выпуск № 2
106. 1980 — Баба-Яга против! Выпуск № 3
107. 1980 — Ну, погоди! (выпуск 13)
108. 1980 — Пустомеля
109. 1981 — Дорожная сказка
110. 1981 — Зимовье зверей
111. 1981 — Мария, Мирабела
112. 1981 — Он попался!
113. 1981 — Приключение на плоту
114. 1981 — Сорок градусов по ариаметру
115. 1982 — Великан-эгоист
116. 1982 — Живая игрушка
117. 1982 — Как аукнется...
118. 1982 — Старая пластинка
119. 1982 — Сын камня
120. 1983 — Где обедал воробей? (Весёлая карусель № 14)
121. 1983 — Горе — не беда
122. 1983 — Попался, который кусался!
123. 1984 — Возвращение блудного попугая
124. 1984 — Горшочек каши
125. 1984 — Ну, погоди! (выпуск 14)
126. 1984 — Про Фому и про Ерёму
127. 1984 — Сказка о царе Салтане

## Рецензии, отзывы, критика
По воспоминаниям Кирилла Малянтовича, опубликованным в журнале «Киноведческие записки» в 2007 году, в Великую Отечественную войну Владимир Крумин был помощником машиниста на железной дороге. Крумин хорошо знал повадки и движения птиц и зверей, был охотником и рыболовом. Будучи прорисовщиком на «Союзмультфильме», прибегал к значительному улучшению сцен с животными, подготовленные мультипликаторами. Часто приглашался и налаживал мультпроизводство на Узбекской и Тбилисской киностудиях. Согласно примечаниям Г. Н. Бородина к упомянутым воспоминаниям, Крумин был по происхождению латыш (исходная форма фамилии — «Круминь»), отличался компанейским юмором.